# Piscine en bois
 (avril 2013).
Si vous disposez d'ouvrages ou d'articles de référence ou si vous connaissez des sites web de qualité traitant du thème abordé ici, merci de compléter l'article en donnant les références utiles à sa vérifiabilité et en les liant à la section « Notes et références ».
Une piscine en bois est un type de piscine dont le support est en bois massif, recouvert d'une poche plastique liner de 0,5 à 1,5 mm d'épaisseur assurant l'étanchéité. Les premières piscines en bois sont apparues en France en 1995. D'abord commercialisée comme une piscine hors sol de petite taille, la piscine en bois est rapidement proposée comme semi-enterrée puis enterrée pour des raisons esthétiques (structure imposante à camoufler). Dans ce cas, elle ne sera pas démontée et sera soumises aux mêmes règles que les piscines enterrées classiques (piscine liner, piscine coque, piscine béton armé, piscine gunite,...). La piscine en bois est généralement livrée en kit à monter soi même. La piscine en bois en kit est une solution d'entrée de gamme, disponible auprès des professionnels de la piscine (piscinistes,...) et des non professionnels (grandes surfaces d'alimentation ou de bricolage,...). Le montage peut aussi être confié à un professionnel; toutefois le coût de la main d'œuvre pouvant atteindre 10 000 euros dépasse parfois la valeur du kit elle-même.
Les bassins sont généralement équipés d'un système de traitement d'eau basique (skimmers, groupe de filtration, pompe de filtration) mais généralement sans bonde de fond, comme la majorité des piscines liner. Tant qu'elle est démontable, une piscine en bois hors sol est considéré comme du "mobilier de jardin". Elle peut donc être installée n’importe où sur le terrain et ne nécessite pas d'autorisation, à condition de ne pas rester en place plus de 3 mois par an.

## Composition du kit
Le support en bois est composé de différentes essences de bois sont utilisées par les fabricants. Il est généralement en pin du Nord, un bois très robuste, traité autoclave IV pour une grande résistance face au temps (généralement non « précieux »). Lorsque le support est enterré, il est soumis à de nombreux phénomènes pouvant l'affecter plus ou moins gravement : humidité, gel, chocs thermiques, champignons, insectes, nappe phréatique,... De plus, étant recouvert d'un liner assurant, la structure ne doit pas être étanche.
Le liner est une poche plastique PVC accroché sur le support en bois. Il assure à la fois l'étanchéité du bassin et la finition de celui-ci. Il est fabriqué aux dimensions du kit et nécessite généralement l'assistance d'un professionnel pour la mise en place. Il est considéré comme une "pièce d'usure" par la Fédération des professionnels de la piscine et sa durée de vie "est de l'ordre de 5 à 15 ans, sous réserve du respect des recommandations de pose et d'entretien [...] dans les conditions normales d'utilisation", d'après la norme AFNOR de septembre 2005.
Les margelles sont généralement fabriquées en bois exotique type ipé ou autre bois classé classe 4 dit imputrescibles. Cette qualité du bois est nécessaire à sa durabilité, car la margelle, à l'inverse de la structure, travaille horizontalement et est en permanence exposée aux UV ou à la pluie, par conséquent beaucoup plus sollicité (fissures, gondolement en cas de bois de qualité inférieure). De plus, il est moindrement exposé au changement brutal de température.

## Caractéristiques techniques
Les formes les plus courantes de piscine en bois sont l'hexagone (6 côtés, considéré comme la structure la plus résistante. cf. ruche d'abeille), et l'octogone (8 côtés, pas nécessairement régulier, imaginez un rectangle aux angles biseautés). Certains fabricants élaborent des formes plus complexes en multipliant les variations dans la coupe des angles.
Les volumes d'eau les plus importants sont contenus par les piscines hexagonales, mais les plus grandes longueurs sont atteintes par les octogones non réguliers. La piscine en bois est limitée à 10m de longueur.
Les profondeurs varient jusqu'à 1,50 m, et selon les fabricants les fonds peuvent être incurvées. Le fond de la piscine est indépendant de la structure (dalle béton), et si la piscine est enterrée, des travaux de terrassement sont à effectuer.
Une autre raison du succès de la piscine en bois est son aspect pratique. En effet, l'installation est de plus en plus simplifiée par les fabricants. La piscine est livrée en kit et le montage peut se faire à deux personnes seulement en une journée. Il est toutefois possible de faire appel à des professionnels.